# Umka
Umka (in serbo Умка?) è un quartiere suburbano della capitale serba di Belgrado. Si trova nel comune di Čukarica a Belgrado.

## Etimologia
Il nome "Umka" deriva dal precedente nome del villaggio di "Humka", dove humka, nella lingua serba, significa tumulo, collinetta.

## Posizione
Umka si trova a ventidue chilometri a sud-ovest di Belgrado, sulla riva destra del fiume Sava. Si tratta di un crocevia sull'autostrada IB-26, con strade che la collegano con un'altra importante autostrada a est, l'autostrada Ibar.

## Geografia

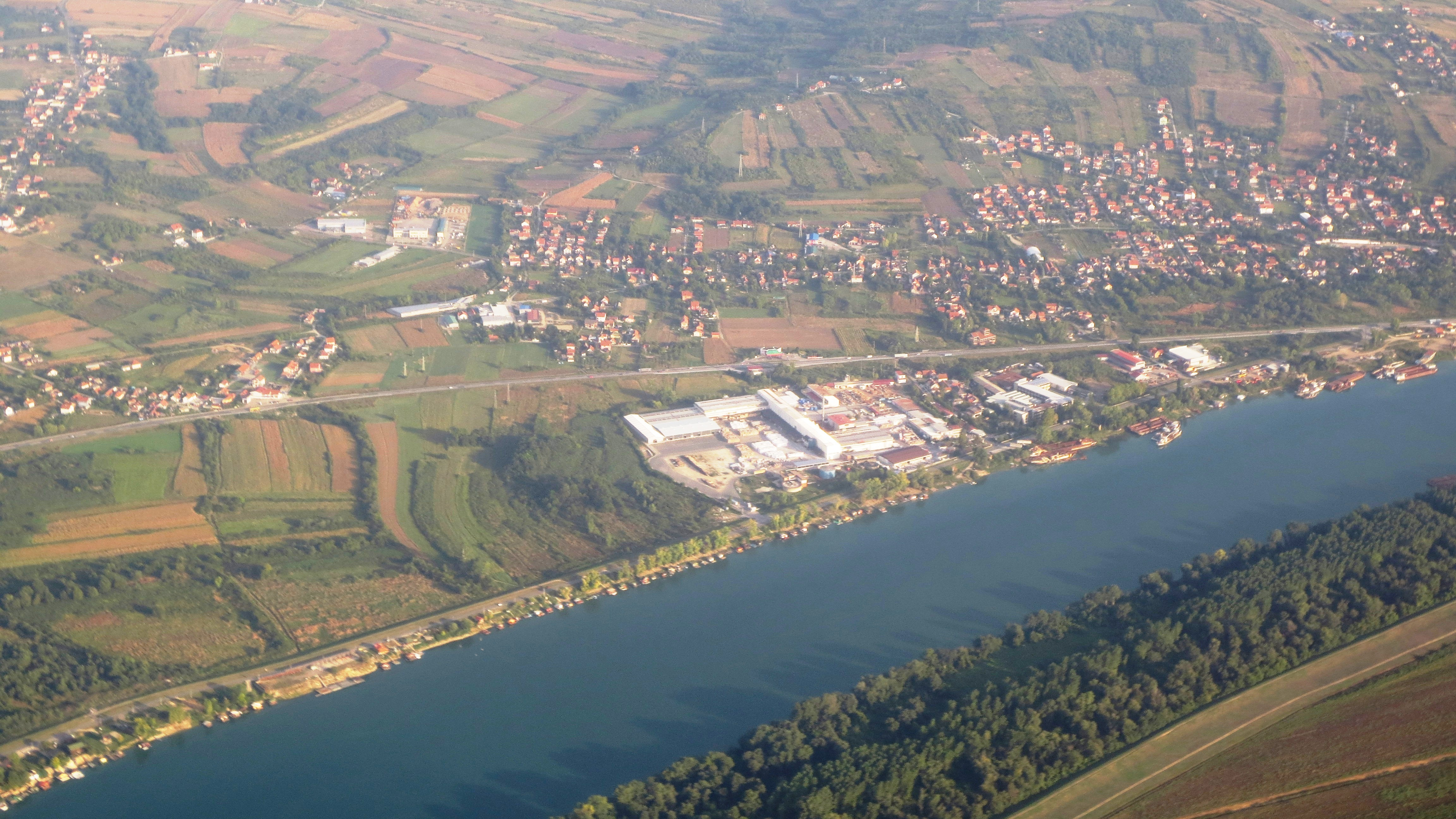
Vista aerea di Umka

Una delle caratteristiche del territorio della città di Belgrado è lo spreco di massa. Sul territorio interessato dal Piano Urbanistico Generale sono censiti 1.155 punti di spreco di massa, di cui 602 attivi e 248 segnalati a “rischio elevato”. Coprono quasi il 30% del territorio cittadino. Le discese si trovano sui pendii sopra i fiumi, per lo più su terreni argillosi o limosi, inclinati tra 7 e 20 gradi e Umka, in particolare il suo quartiere di Duboko, è uno dei più grandi e attivi. Il tratto si estende nel comune di Obrenovac.
La reptazione a Umka divenne attivo all'inizio del XIX secolo, quando l'insediamento si espanse verso l'instabile discesa. Lo scorrimento stesso è causato dalla struttura geologica e dalla vicinanza della Sava. L'insediamento Duboko, in via di sviluppo, si è sviluppato negli anni '60. È costruito in modo non uniforme, con oltre 500 case e altre strutture. Storicamente, i maggiori movimenti del terreno si sono verificati nel 1914, 1941, 1978, 1982 e 2005. La reptazione stessa ha forma triangolare, su un pendio lungo 900 metri, largo 1.450 metri alla base, con l'inclinazione media di 9 gradi. Copre un'area di 100 ettari ed è profondo in media 14 metri.
Lo spreco di massa provoca danni alle case e all'autostrada che affondano e si rompono costantemente. I danni vengono riparati in continuazione, ma il massiccio progetto di fermare il terreno si rivela troppo costoso. Poiché le case pendevano da un lato, gli stessi residenti scavavano dal lato opposto, livellando gli oggetti. Tuttavia, dopo le successive massicce stagioni delle piogge, il processo continuerà. Negli anni '50 furono scavati i canali per raccogliere le precipitazioni atmosferiche dai pendii della collina Lipik, condurle fino alla strada Obrenovac. Lì furono costruiti diversi canali sotterranei sotto la strada per condurre l'acqua nella Sava. Tuttavia, il sistema non venne mantenuto e col tempo lo spreco di massa accelerò.
Diversi progetti dagli anni '60 agli anni '80 hanno aggravarono il problema. Venne realizzato un acquedotto, ma non la fognatura. I primi grossi danni alle case si verificarono dopo la conclusione dell'acquedotto. A valle di Duboko, negli anni '80, a Makiš, venne costruito l'impianto di trattamento delle acque di Belgrado, che ebbe anche un effetto negativo sullo spreco di massa. Sul lato più vicino al fiume, l'autostrada viene rattoppata ogni anno, quindi in alcuni tratti lo spessore dell'asfalto è di diversi metri.
Ciò ha causato problemi al tracciato della futura autostrada A2, poiché il consiglio comunale della città di Belgrado aveva progettato di costruire la strada sulla riva sinistra della Sava, nella pianura della Sirmia, aggirando l'area di degrado, mentre il governo serbo spingeva per il tracciato della futura autostrada A2. percorso della sponda destra. Il dibattito che ne è seguito è diventato altamente politico e ha portato nel 2006 allo scontro aperto tra il sindaco di Belgrado Nenad Bogdanović e il ministro serbo per gli investimenti di capitale Velimir Ilić. Alla fine, nel marzo 2017 è iniziata la costruzione dell'autostrada attraverso Sirmia. Il costo previsto per riparare Duboko è di oltre 30 milioni di euro. Il processo più probabile sarebbe un massiccio riempimento dell’area con pietre, che sposterebbe la corrente del fiume dal lato destro, dove erode la reptazione, al lato sinistro, quello sirmiano.
Il comune cercò di trasferire la popolazione a Ostružnica, ma la località dove doveva sorgere il nuovo insediamento aveva numerosi problemi di proprietà, quindi l'idea fu abbandonata. Nel gennaio 2020, il consiglio comunale ha dichiarato l’interesse pubblico in merito. Secondo lui, l’esproprio dei terreni di proprietà privata a Duboko è iniziato nel gennaio 2021, come prima fase per risolvere il problema dello spreco di massa. Nel luglio 2022, il comune ha annunciato i piani per la "arteria veloce" lunga 14,8 chilometri che collegherà la tangenziale di Belgrado a Ostružnica, all'autostrada Miloš il Grande a Obrenovac. Il progetto prevede la costruzione dell'argine a Duboko, la sistemazione dello spreco massiccio e la regolazione dell'alveo del fiume Sava in questo tratto.
L'arteria sarà effettivamente costruita nel letto del fiume stesso per tre chilometri, lungo la struttura parallela a forma di bastione normativo, per creare la zavorra che stabilizzerà lo scorrimento.

## Storia
Grazie alla bellissima spiaggia, alle vicine foreste di Lipovička e Duboko e ai buoni collegamenti stradali, il villaggio di Umka divenne un luogo di picnic per i belgradesi negli anni '30, e furono costruite diverse ville. Posavina d.C. creò una fabbrica di maglieria e guanti nel 1935 e fondò l'omonima squadra di calcio nel 1928. C'era anche una fabbrica di pelletteria, maglieria e guanti "Sumadija A.D." Fratelli Albala.

## Amministrazione
Umka era un comune separato, comprendente i villaggi circostanti di Rucka e Pećani che avevano una popolazione di 3.044 abitanti secondo il censimento del 1953. Successivamente fu ampliato con diversi villaggi circostanti, ma il comune fu infine sciolto nel 1960 e diviso tra Čukarica (Umka, Rucka e Pećani) e Barajevo (Meljak e Vranić).

## Società
Umka è classificata come insediamento urbano (città), ma molte fonti pubblicate la chiamano varošica (piccola città) anche se statisticamente non esiste tale classificazione. L'insediamento ha registrato una forte crescita demografica dopo la seconda guerra mondiale, ma negli ultimi quattro decenni è rimasto stagnante. Sulla riva della Sava viene costruito il nuovo insediamento turistico (vikend naselje). 
Secondo il censimento del 2002, a Umka ci sono 4.229 adulti che vivono nell'insediamento di Umka e l'età media della popolazione è di 40,2 anni (38,9 per gli uomini e 41,4 per le donne). Ci sono 1795 famiglie nell'insediamento e il numero medio di membri per famiglia è 2,95.
Secondo il censimento del 2011, la popolazione di Umka era di 5.272 abitanti. Umka costituisce un'area urbana edificata continua con i vicini insediamenti urbani di Pećani (562 abitanti nel 2011) e Rucka (316 abitanti).

### Evoluzione demografica
Abitanti censiti

### Etnie e minoranze straniere
La composizione etnica del comune (censimento del 2002):
1. Serbia, 5 083 (96,05%)
2. Jugoslavia, 42 (0,79%)
3. Montenegro, 26 (0,49%)
4. Croazia, 13 (0,24%)
5. Macedonia, 13 (0,24%)
6. Bulgaria, 4  (0,07%)
7. Muslims, 3 (0,05%)
8. Ungheria, 3 (0,05%)
9. Slovenia, 2 (0,03%)
10. Slovacchia, 2 (0,03%)
11. Russia, 2 (0,03%)
12. Repubblica Ceca, 1 (0,01%)
13. Ucraina, 1 (0,01%)
14. Romania, 1 (0,01%)
15. Sconosciuto (Rom), 25 (0,47%)

## Economia
Umka era nota per la sua spiaggia sulla riva della Sava, descritta come "la spiaggia più bella della Sava". Il porto cittadino era molto trafficato. Nel 1928 fu scavato un tunnel ferroviario a Umka che faceva parte della ferrovia a scartamento ridotto Belgrado-Dubrovnik. Il tunnel lungo 1620 metri fu successivamente abbandonato quando le ferrovie a scartamento ridotto furono interrotte e il gasdotto fu condotto attraverso una parte di esso. Dal 2018 l'ingresso nel tunnel è accessibile.
La costruzione nel 1967-1972 della massiccia centrale idroelettrica Iron Gate I sul Danubio creò il lago Đerdap e innalzò il livello dell'acqua centinaia di chilometri a monte, compresi gli affluenti del Danubio, tra cui la Sava, che allagò l'ex sponda di Umka adatta all'attracco navale creando un ulteriore problema aggravato dalle frane. La ferrovia fu interrotta all'inizio degli anni '70. Quando cambiò lo status amministrativo (Umka era sede del distretto e del comune), cominciò a cambiare anche la tipica fisionomia architettonica locale e la città cominciò a stagnare.
Umka era ben nota nell'ex Jugoslavia per le sue due principali fabbriche: Zelengora, produttore di articoli di maglieria e rappresentante generale dei costumi da bagno Speedo, e la fabbrica di cartone Umka. Entrambe le fabbriche seguirono il destino di altre aziende durante il collasso economico degli anni '90. A Umka c'è la sede di un'azienda agricola avanzata.

## Trasporti
Umka è raggiungibile da Belgrado con le linee GSP giornaliere:
- Linea 551: Beograd na vodi — Sremčica.[22]
- Linea 553: Beograd na vodi – Rucka.[23]

## Galleria d'immagini

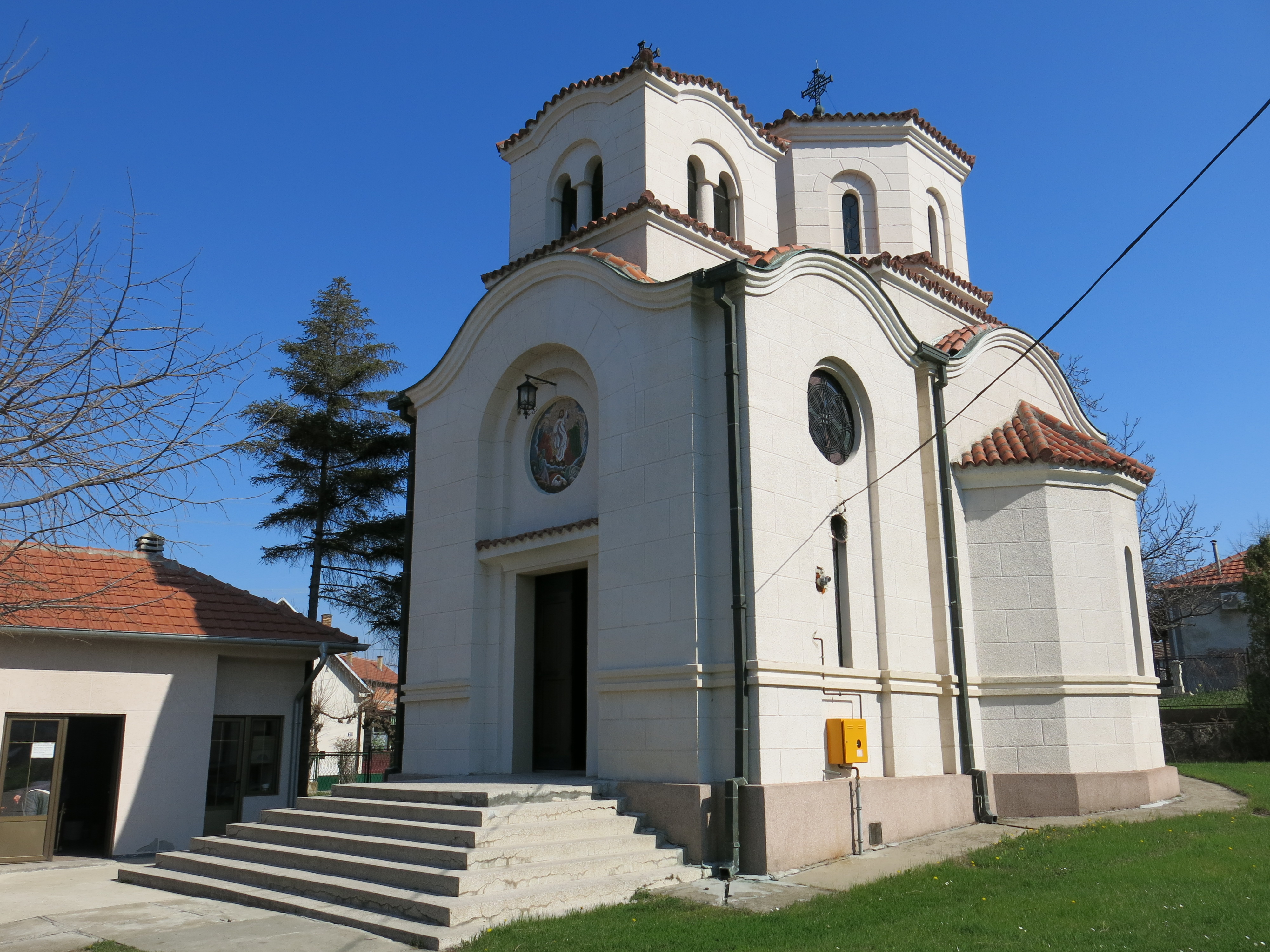
Chiesa della Santa Trasfigurazione del Signore
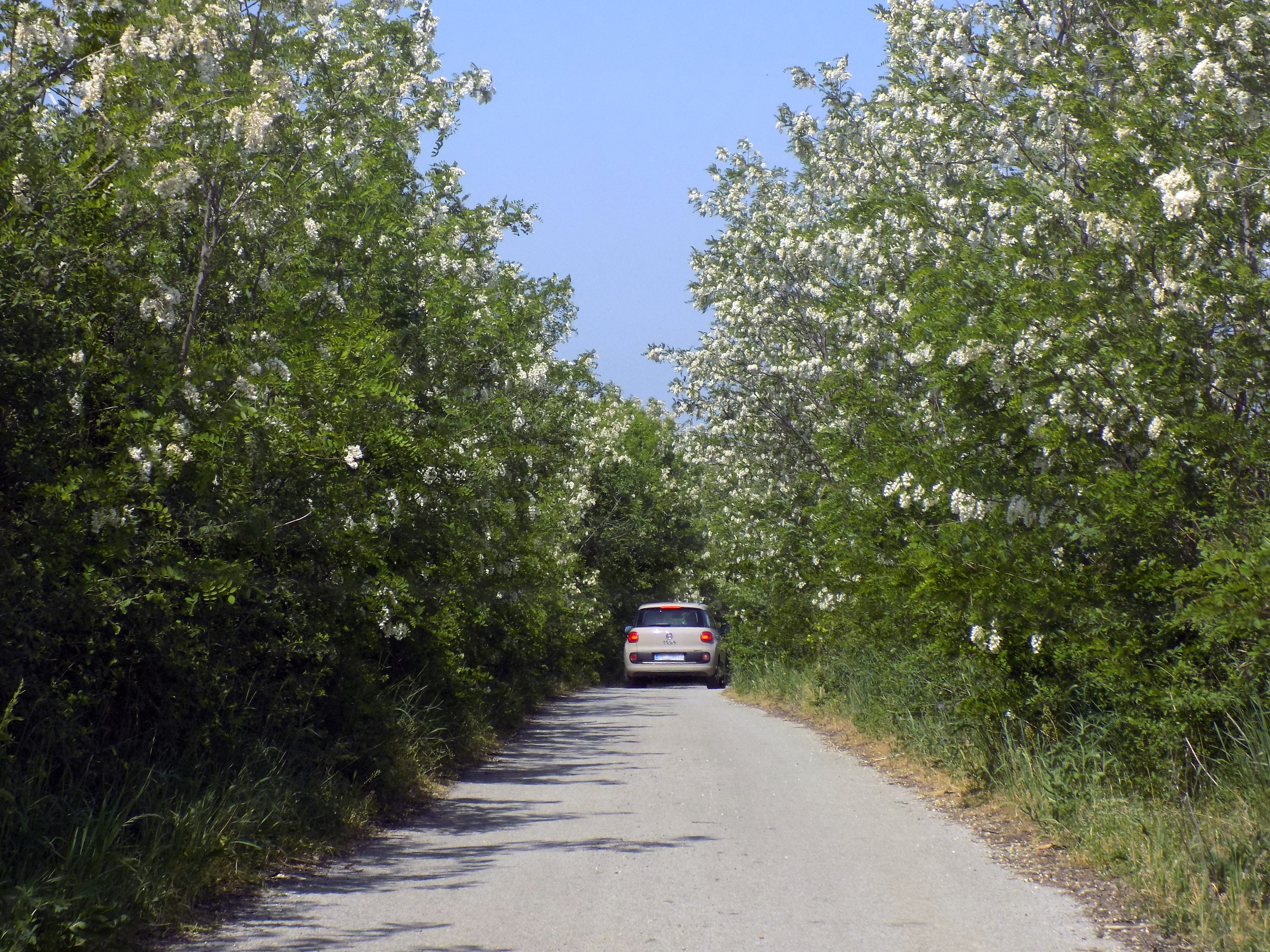
Strada locale caratterizzata dalla presenza di alberi di acacia
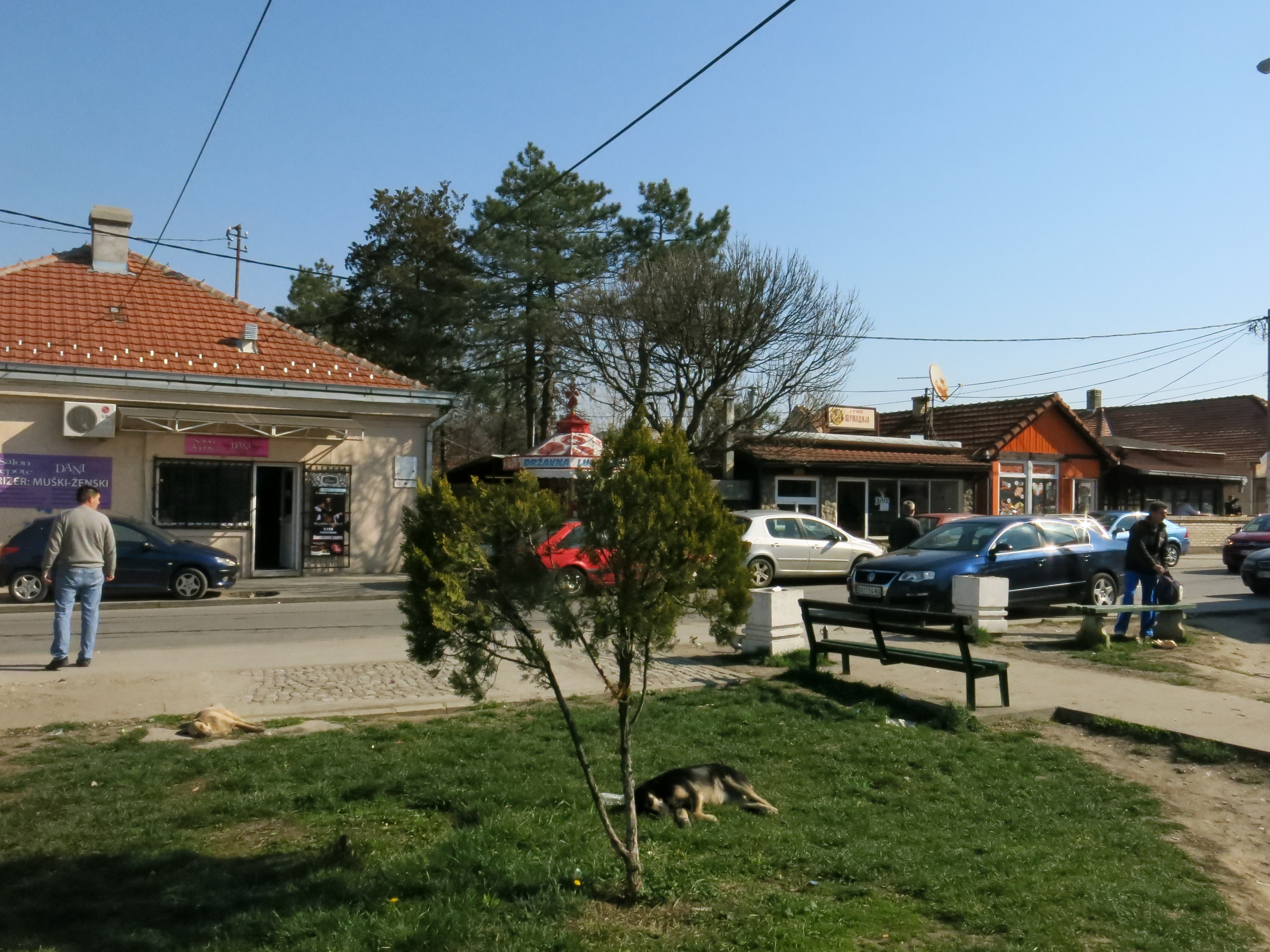
Strada nel centro della città
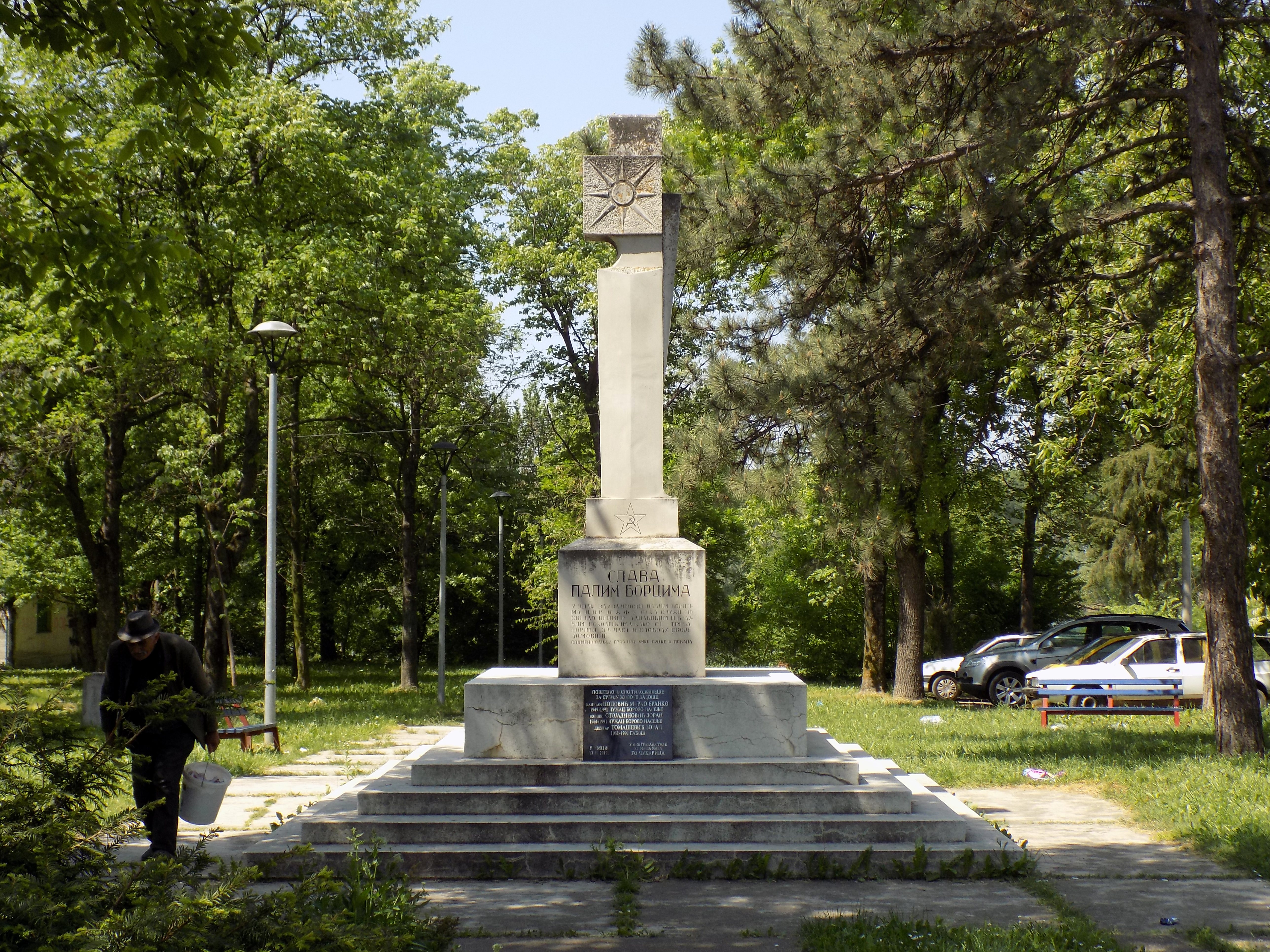
Monumento ai combattenti caduti presente nel parco cittadino
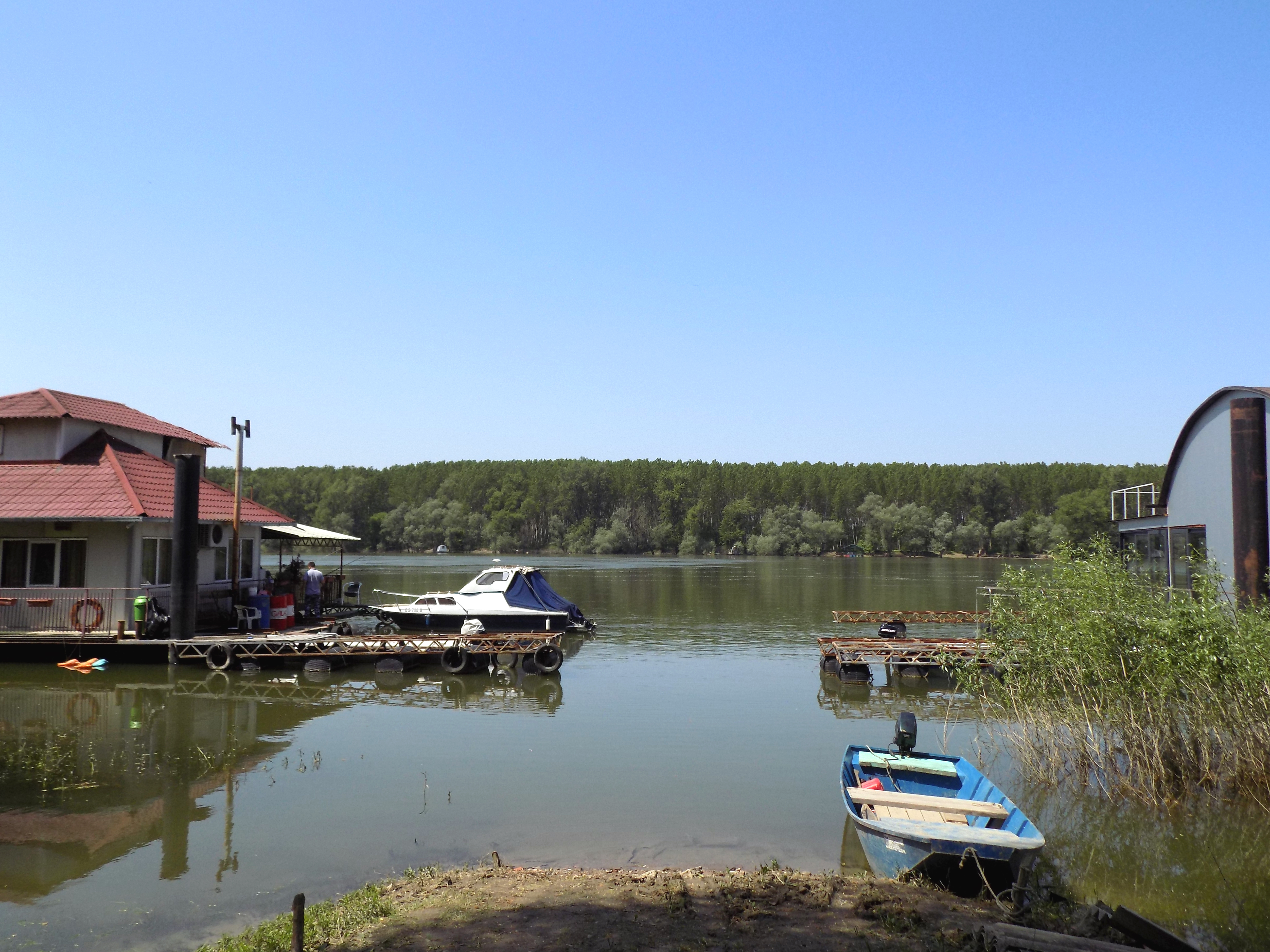
Banchina sulla Sava nelle immediate vicinanze del parco